# Tiree
Tiree (skotsk gaeliska: Tiriodh) är den västligaste ön i de skotska Inre Hebriderna, sydväst om Coll. 
Huvudbyn på ön heter Scarinish. Därifrån finns en färjeförbindelse till Oban. På ön finns även flygplatsen Tiree Airport.